# Trachycentra elaeotropha
Trachycentra elaeotropha är en fjärilsart som beskrevs av Edward Meyrick 1933. Trachycentra elaeotropha ingår i släktet Trachycentra och familjen äkta malar. Inga underarter finns listade i Catalogue of Life.